# Philander frenatus
Philander frenatus là một loài động vật có vú trong họ Didelphidae, bộ Didelphimorphia. Loài này được Olfers mô tả năm 1818.

## Hình ảnh

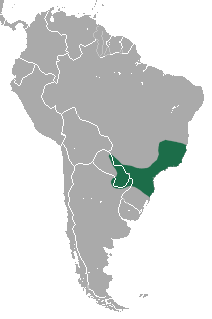